# Kady Borges
Kady Iuri Borges Malinowski (ur. 2 maja 1996) – brazylijski piłkarz polskiego pochodzenia, który w listopadzie 2022 rozpoczął procedurę renaturalizacyjną przy pomocy Polskiego Związku Piłki Nożnej by mieć możliwość zagrania w reprezentacji Polski w piłce nożnej mężczyzn.
Jest polskiego pochodzenia dzięki swojemu dziadkowi ze strony ojca.

## Statystyki występów
| Klub              | Sezon     | Liga                      | Liga    | Liga | Puchar kraju | Puchar kraju | Rozgrywki ligowe | Rozgrywki ligowe | Rozgrywki kontynentalne | Rozgrywki kontynentalne | Inne    | Inne | Razem   | Razem |
| Klub              | Sezon     | Nazwa ligi                | Występy | Gole | Występy      | Gole         | Występy          | Gole             | Występy                 | Gole                    | Występy | Gole | Występy | Gole  |
| ----------------- | --------- | ------------------------- | ------- | ---- | ------------ | ------------ | ---------------- | ---------------- | ----------------------- | ----------------------- | ------- | ---- | ------- | ----- |
| GD Estoril Praia  | 2019–2020 | Liga Portugal 2           | 6       | 1    | 0            | 0            | 0                | 0                | –                       | –                       | –       | –    | 6       | 1     |
| UD Vilafranquense | 2019–2020 | Liga Portugal 2           | 4       | 0    | 0            | 0            | 0                | 0                | –                       | –                       | –       | –    | 4       | 0     |
| UD Vilafranquense | 2020-2021 | Liga Portugal 2           | 27      | 5    | 2            | 0            | 0                | 0                | –                       | –                       | –       | –    | 29      | 5     |
| UD Vilafranquense | Razem     | Razem                     | 31      | 5    | 2            | 0            | 0                | 0                | -                       | -                       | -       | -    | 33      | 5     |
| Qarabağ FK        | 2021–2022 | Azərbaycan Premyer Liqası | 25      | 12   | 5            | 3            | –                | –                | 14                      | 5                       | –       | –    | 44      | 20    |
| Qarabağ FK        | 2022–2023 | Azərbaycan Premyer Liqası | 0       | 0    | 0            | 0            | –                | –                | 4                       | 4                       | –       | –    | 4       | 4     |
| Qarabağ FK        | Razem     | Razem                     | 25      | 12   | 5            | 3            | -                | -                | 18                      | 9                       | -       | -    | 48      | 24    |
| Łącznie           | Łącznie   | Łącznie                   | 62      | 18   | 7            | 3            | 0                | 0                | 18                      | 9                       | -       | -    | 87      | 30    |

## Osiągnięcia
Qarabağ
- Azərbaycan Premyer Liqası: 2021–2022
- Azərbaycan Cup: 2021–2022

Indywidualnie
- Azərbaycan Premyer Liqası top scorer: 2021–2022